# Ayyasamy Dharun
Ayyasamy Dharun (né le 31 décembre 1996 dans le district de Tiruppur) est un athlète indien,  spécialiste du 400 mètres haies.

## Carrière
Le 8 mars 2018, il établit en 49 s 45 le record national du 400 m haies que détenait Joseph Abraham depuis 2007, lors de la Federation Cup à Patiala. En mars il se qualifie pour les Jeux asiatiques en remportant les championnats Inter State en 49 s 68. Le 27 août 2018, il obtient la médaille d'argent lors des Jeux asiatiques à Jakarta, en 48 s 96, nouveau record national, en terminant derrière Abderrahman Samba.
Le 6 mars 2019, il améliore ce record en 48 s 80 à Patiala.	

### Palmarès
| Date | Compétition     | Lieu    | Résultat | Discipline  | Performance   |
| ---- | --------------- | ------- | -------- | ----------- | ------------- |
| 2018 | Jeux asiatiques | Jakarta | 2e       | 400 m haies | 48 s 96       |
| 2018 | Jeux asiatiques | Jakarta | 2e       | 4 x 400 m   | 3 min 01 s 85 |

### Records
| Épreuve     | Performance | Lieu    | Date         |
| ----------- | ----------- | ------- | ------------ |
| 400 m haies | 48 s 80     | Patiala | 16 mars 2019 |